# Georeferenciació
La georeferenciació  és un neologisme que fa al posicionament amb el qual es defineix la localització d'un objecte espacial (representat mitjançant punt, vector, àrea, volum) en un sistema de coordenades i datum determinat. Aquest procés és utilitzat sovint en els Sistemes d'Informació Geogràfica.
La georeferenciació, en primer lloc, té una definició tecno-científica, aplicada a l'existència de les coses en un espai físic, mitjançant l'establiment de relacions entre les imatges vectorials o de raster sobre una projecció geogràfica o sistema de coordenades. Per això la georeferenciació es converteix en central per als modelats de dades realitzats pels Sistemes d'Informació Geogràfica (SIG).

## La popularització de lainformació geogràficai de la georeferenciació
No obstant això, l'acte de georeferenciar ha anat més enllà de les especialitats de Ciències de la Terra i dels SIGs, a causa de l'aparició en els últims anys de noves eines la facilitat d'ús ha estès i democratitzat aquesta tasca fora de l'àmbit tècnic existent fins ara.
L'ús d'eines com Google Earth ha implicat un salt qualitatiu pel que fa a georeferenciació. Ja no es tracta només de geo-dades limitats als especialistes de les geo-ciències i Sistemes d'Informació Geogràfica. Ara la georeferenciació té un impacte sociològic, ja que es realitza sobre tots els continguts socials presents en el món. Això està accelerant l'aparició d'una web geo-semàntica, tal com va assenyalar el sociòleg xilè Diego Cerda.
De la mateixa manera, la massificació i evolució constant de la georeferenciació s'ha vist impulsada per l'ús  mashups  en llocs Web 2.0, permetent la localització de continguts digitals (vídeo, notícies, modelats 3D, etc.) en cartografia digital, dins del que s'ha convingut en anomenar la Informació Geogràfica Voluntària.